# Oliver A. Morse

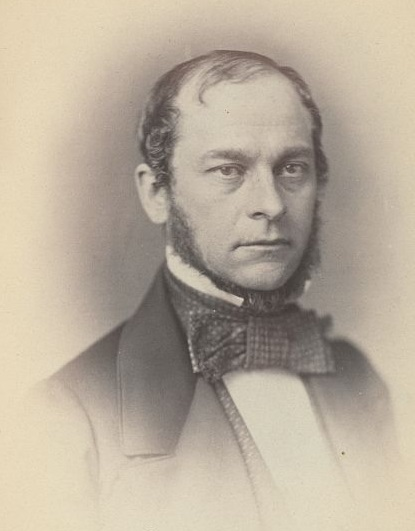
Oliver Andrew Morse

Oliver Andrew Morse (* 26. März 1815 in Cherry Valley, New York; † 20. April 1870 in New York City) war ein US-amerikanischer Jurist und Politiker. Zwischen 1857 und 1859 vertrat er den Bundesstaat New York im US-Repräsentantenhaus.

## Werdegang
Oliver Andrew Morse wurde ungefähr fünf Wochen nach dem Ende des Britisch-Amerikanischen Krieges in Cherry Valley im Otsego County geboren. Er ging klassischen Altertumswissenschaften nach und graduierte 1833 am Hamilton College in Clinton. Dann studierte er Jura. Nach dem Erhalt seiner Zulassung als Anwalt begann er in Cherry Valley zu praktizieren. Politisch gehörte er der Republikanischen Partei an.
Bei den Kongresswahlen des Jahres 1856 für den 35. Kongress wurde Morse im 19. Wahlbezirk von New York in das US-Repräsentantenhaus in Washington, D.C. gewählt, wo er am 4. März 1857 die Nachfolge von Jonas A. Hughston antrat. Da er auf eine erneute Kandidatur im Jahr 1858 verzichtete, schied er nach dem 3. März 1859 aus dem Kongress aus.
Nach seiner Kongresszeit war er als Schriftsteller und Dolmetscher tätig. Am 20. April 1870 starb er in New York City und wurde in Cherry Valley auf dem gleichnamigen Friedhof beigesetzt.